# ミュージック・サプリ
『ミュージック・サプリ』は、秋田放送（ABSラジオ）で2009年4月から2013年12月まで放送されていた音楽の公開放送番組。
パーソナリティは石井綾子→清家康広。

## 概要
最新の音楽（J-POPが主体）の紹介番組。2012年7月までは秋田放送のスタジオで録音した番組を30分流す方式であったが、8月に秋田市のスタジオなかいちが完成したことで、60分生放送の公開放送に変更。秋田放送は過去にも土曜日の公開放送を行っていたが、それの復活ともなっている。
30分時代は最新ソングのほかアーティストコメント、季節や世相にあった特集もしており、再放送もあったが60分後は特集はなく、スポンサーである近くの菓子店のスイーツ情報を流している。なお、最新ソング情報はこれまで土曜13時から放送していたラジオ快晴GO!GO!のマキのコーナーを移した形である。
公開放送なので、アーティストが生でゲスト出演もあるが、録音コメントのみの日もある。

## パーソナリティ
- 石井綾子（初代）
- 清家康広（第2代）

## 放送時間
- 毎週土曜日 12:00 - 12:30 （2009年4月 - 2011年9月）
- 毎週日曜日 10:30 - 11:00 （2011年10月 - 2012年9月）
- 毎週土曜日 13:00 - 13:55 （2012年10月 - 2013年12月）